# Alice in Wonderland (or What’s a Nice Kid Like You Doing in a Place Like This?)
Alice in Wonderland (or What’s a Nice Kid Like You Doing in a Place Like This?) ist ein einstündiger Zeichentrick-Fernsehfilm, der von Bill Dana (er sprach auch The White Knight im Film) geschrieben, von Hanna-Barbera produziert und von der Rundfunksendung ABC am 30. März 1966 das erste Mal ausgestrahlt wurde.
Diese Adaption von Lewis Carrolls Alice im Wunderland unterscheidet sich in den vielen Punkten von der bekannten Geschichte. So fällt Alice beispielsweise in einen Fernsehapparat statt in einen Kaninchenbau. Außerdem erscheinen im Film Fred Feuerstein und Barney Geröllheimer aus Familie Feuerstein als zweiköpfige Raupe, und Hedda Hatter (in diesem Film neu erfunden) ist ein weibliches Gegenstück zum verrückten Hutmacher.
Rexall und Coca-Cola sponserten den Film, so dass die Hauptfiguren in Rexall-Werbespots erschienen.
Nachdem der Film ausgestrahlt wurde, veröffentlichte Hanna-Barbera Records ein Soundtrackalbum. Obwohl Sammy Davis jr. im Film die Stimme der Cheshire Cat sprach, wurde das Lied What’s a Nice Kid Like You Doing in a Place Like This? von Scatman Crothers gesungen, weil Davis’ Exklusivauftrag bei Reprise Records abgelaufen war.

## Musik
- What’s a Nice Kid Like You Doing in a Place Like This? von Sammy Davis, Jr. (Scatman Crothers beim Soundtrackalbum)
- They’ll Never Split Us Apart von Mel Blanc und Henry Corden

Die Komposition stammt von Charles Strouse; die Texte schrieb Lee Adams. Für das Arrangement waren Hoyt S. Curtin und Marty Paitch verantwortlich.